# Gabriel Splényi von Miháldy

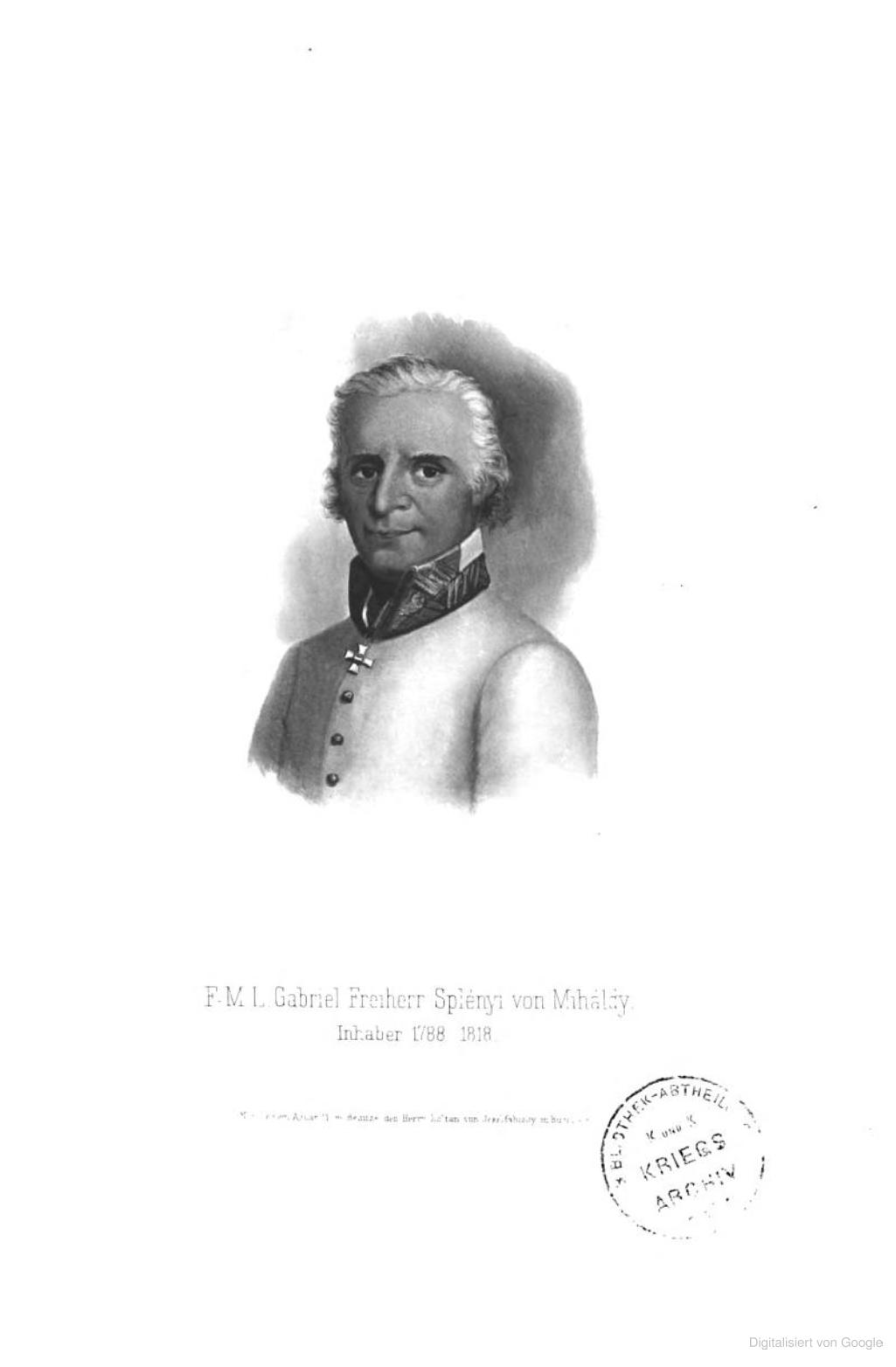
Gabriel Splényi von Miháldy (1734–1818)

Freiherr Gabriel Splényi von Miháldy (* 2. Oktober 1734 in Ternye in Oberungarn; † 1. April 1818 in Szilvas-Ujfalu) war k. k. Feldmarschall-Lieutenant, Kommandeur des Maria-Theresia-Ordens, Inhaber des Infanterie-Regiments No. 51 und wirklicher Geheimer Rat.

## Herkunft
Seine Eltern waren der General der Kavallerie Freiherr Gabriel Anton Splényi von Miháldy (1690–1762) und dessen Ehefrau Gräfin Katharina von Berényi. Sein Bruder Michael (1740–1809) wurde ebenfalls Feldmarschall-Lieutenant.

## Leben
Er erhielt seine erste Ausbildung am Jesuiten-Gymnasium in Kaschau und kam später in die theresianische Ritterakademie, wo er für den Verwaltungsdienst ausgebildet werden sollte.
Der junge Splény wollte jedoch Soldat werden und so stellte ihn sein Vater der Kaiserin Maria Theresia vor, die ihn 1753 zum Fähnrich ernannte. Im Jahr 1757 war er dann Hauptmann im Infanterieregiment Nr. 39. Während des Siebenjährigen Krieges konnte er sich in einigen Gefechten auszeichnen und wurde am 8. Mai 1760 zum Major befördert.
Nach dem Krieg wurde er am 6. Februar 1768 zum Oberst und Kommandeur des Regiments Nr. 39 ernannt. Im Regiment widmete er sich vor allem der Ausbildung und dem Exerzieren, wofür er vom Hofkriegsrat belobigt wurde. Als 1773 die Bukowina zu Österreich kam, wurde Spleny am 1. Mai 1773 mit Rang vom 25. August 1770 zum Generalmajor befördert. Außerdem erhielt er den Auftrag, die Bukowina inklusive der Zivilverwaltung zu reorganisieren. Beim Ausbruch des Österreichischen Erbfolgekriegs kehrte er zur Armee zurück und hinterließ eine wohlorganisierte Verwaltung. In Mähren kam er zur Armee des Feldzeugmeisters Ellrichshausen und nahm an einigen Gefechten teil.
Nach dem Krieg wurde er am 28. März 1785 mit Rang vom 26. März 1785 zum Feldmarschalleutnant befördert. Als solcher kämpfte er im 8. Türkenkrieg. Der kommandierende General Josias von Coburg-Saalfeld schickte ihn nach Strojestie, um dort die russische Armee unter General Franz Philipp von Elmpt zu treffen. Die vereinten Armeen sollten dann gegen Jassy vorrücken und Chotym entsetzen. Splényi erhielt am 15. Juli ein Korps von drei Bataillonen und 16 Eskadronen, im ganzen 5430 Mann. Er rückte gegen Jassy vor, als er am 31. August 1788 bei Belčesti überfallen wurde. Die Österreicher konnte den Angriff abwehren und infolgedessen am 3. September Jassy besetzen. Am 28. Oktober 1788 wurde er Inhaber des Infanterie-Regiments Nr. 51.
Am 22. September brach das Korps in Richtung Szereth-Tal auf, um die siebenbürgische Grenze zu schützen. Auf dem Weg wurde die Truppe immer wieder angegriffen und erreichte daher erst am 13. Oktober Adschud am Trotus. Am folgenden Tag erfolgte ein großer Angriff der Türken, wurde jedoch abgewehrt. Dafür erhielt er das Ritterkreuz des Militär-Maria-Theresienordens.
Im Jahr darauf wurde er gegen Fokšani geschickt. Sein Korps bestand dieses Mal aus 6000 Mann Fußvolk, 2300 Reitern und 25 Geschützen. Das Korps rückte am 6. Juni 1789 ab und erreichte unter stetiger Feindeinwirkung am 1. August Foskšani. Dort formierte man sich zur Schlacht, Splényi erhielt das Kommando über den rechten Flügel. Er schlug die feindliche Kavallerie, erstürmte an der Spitze der Infanterie die feindlichen Verschanzungen sowie das Kloster Samuel und Dragoi Obideni. Auch Coburg-Saalfeld war mit ihm sehr zufrieden, dafür erhielt Splényi das Kommandeurskreuz des Maria-Theresia-Ordens.
Im Jahr 1790 wurde er zu verschiedenen militärisch-diplomatischen Missionen verwendet und 1791 vom Kaiser Leopold zum Obergespan des Komitats Szabolcs ernannt.
Als der Erste Koalitionskrieg ausbrach, kam Splényi zur Armee nach Deutschland. Er kämpfte 1793 in den Gefechten bei Germersheim, Nieder-Hochstädt und Weyher sowie der Belagerung von Landau. Im Jahr 1794 war er interimistischer Kommandant von Olmütz und wurde 1795 zum Geheimen Rat ernannt. Im Jahr 1799 wurde er Befehlshaber des adeligen Aufgebots jenseits der Theiß und war von 1796 bis 1800 in Nagy-Kallo in Ungarn.
Er stand in 66 Dienstjahren unter vier Monarchen in österreichischen Diensten.

## Familie
Splényi heiratete 1760 in erster Ehe die Freiin Susanna von Orczy (* 1744; † 8. Juni 1784). Nach dem Tod seiner ersten Frau heiratete er die Freiin Julianna von Ghillányi († 1814). Er hatte aus beiden Ehen zahlreiche Kinder:
- Magdalena
- Susanna ⚭ Freiherr Johannes von Vécsey († 1808)[4]
- Franz (* 17. November 1774; † 1825), Feldmarschall-Lieutenant ⚭ 1802 Anna Matskásy von Tinkova  († 9. Januar 1829)[5]
- Petronella (* 29. Juni 1780) ⚭ Graf Franz van der Nath († 1804)[6]
- Katharina ⚭ Obergespann Paul (Johann) Zoltan
- Franziska ⚭ Alexander Dessewffy
- Ignaz (* 30. April 1772; † 10. März 1840), General der Kavallerie ⚭ Maria Szily von Nagy-Szigeth (* 19. Oktober 1781; † 2. Januar 1852)[7]
- Stephan (* 1780; † 27. April 1799), gefallen als Oberstleutnant
- Joseph (1781–1849), k.k. Kämmerer
- Amalia (* 10. April 1783; † 29. September 1847)⚭ Graf Anton Joseph Festetics de Tolna (* 13. November 1764; † 17. August 1853)[8]
- Constanze ⚭ Graf Johann von Szirmay († 1836)[9]
- Anna ⚭ I. Paul I von Csörghö ⚭ II. Graf Christoph Sztáray von Nagy-Mihály († 1836)[10][11]

Fünf weitere Kinder starben jung.